# 강영석 (1966년)

강영석(姜永錫, 1966년 3월 11일~)은 대한민국의 정치인이다. 제14·15대 경상북도 상주시장이다. 2020년 재보궐선거에서 당선되었으며, 2022년 재선되었다.

## 경력
- 이상배 국회의원 비서관
- 박근혜 전 한나라당 대표 특보
- 성윤환 국회의원 보좌관
- 2010.07~2014.06: 제9대 경상북도의회 의원(초선, 상주시 제2선거구)
- 2014.07~2018.03: 제10대 경상북도의회 의원(재선, 상주시 제2선거구)
  - 2016.07~2018.03: 제10대 경상북도의회 후반기 교육위원회 위원장
- 2020.04~2022.06 : 제14대 민선 7기 경상북도 상주시장(초선, 미래통합당)
- 2020.04~2020.06 : 前 상주상무 구단주
- 2022.07~: 제15대 민선 8기 경상북도 상주시장(재선, 국민의힘)

## 역대 선거 결과
|  | 5.9% |

|  | 50.59% |

|  | 0% |

|  | 72.77% |

|  | 68.05% |

| 전임 황천모 (권한대행)조성희 | 제14·15대 경상북도 상주시장(민선) 2020년 4월 16일~ |  |